# Lushnjë
Lushnjë ou Lushnje est une municipalité du centre-ouest de l’Albanie. Capitale du district de Lushnje, elle est située dans la préfecture de Fier et abrite une population d’environ 83 659 habitants en 2011. 

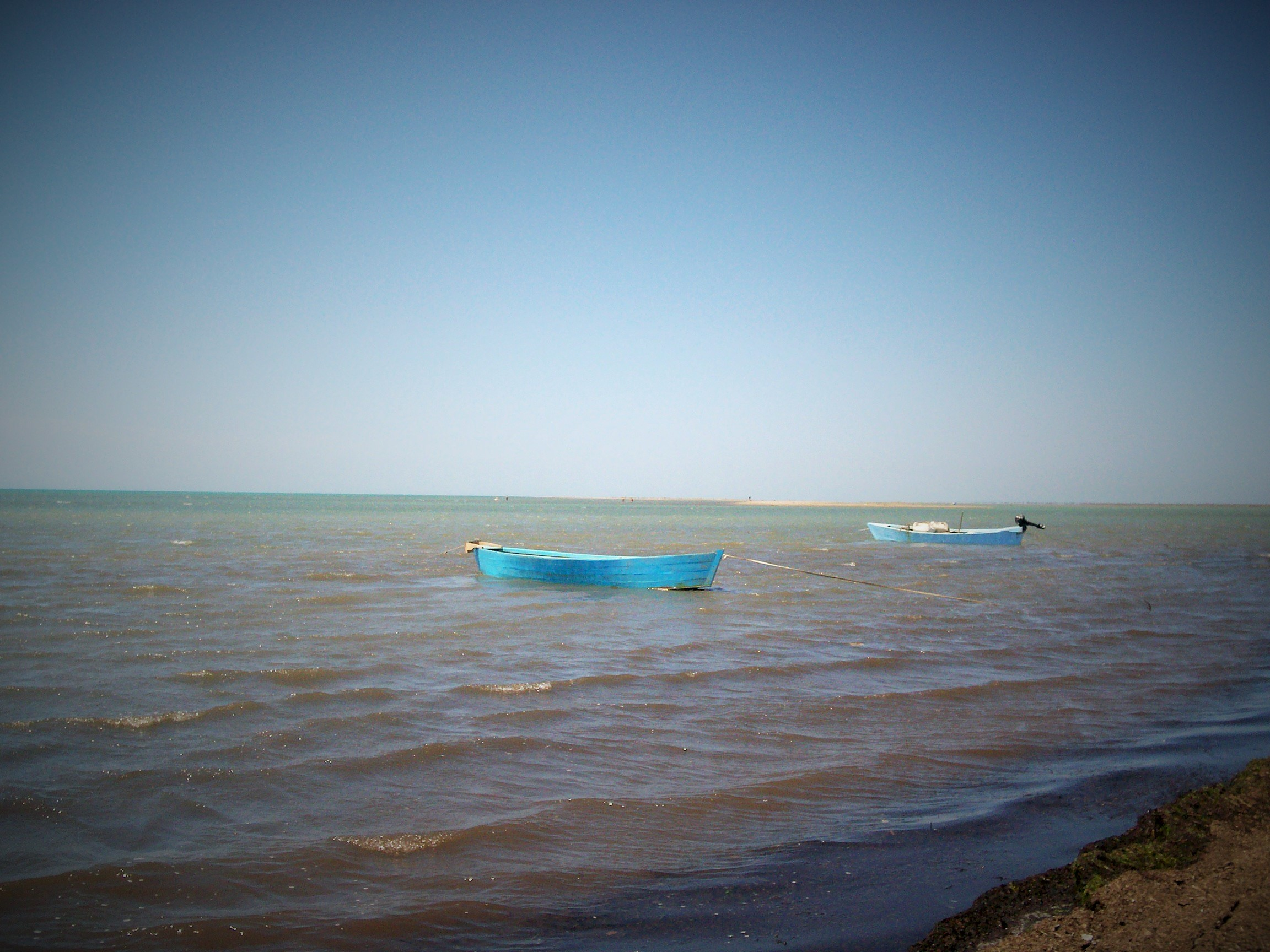
Parc national de Divjake Karavasta

## Histoire
Fondée à la fin du Moyen Âge, Lushnjë est surtout connue pour avoir abrité un important congrès national albanais en 1920.

## Personnalités liées à la municipalité
- Margarita Xhepa (1932-2025), actrice, y est née.
- Vaçe Zela (1939-2014), chanteuse, est née à Lushnjë.
- Themie Thomai (1945 -2020), femme politique albanaise, y est née.